# Emmanuel Ledesma
Emmanuel Jorge Ledesma (Quilmes, 24 maggio 1988) è un ex calciatore argentino, di ruolo attaccante.

## Caratteristiche tecniche
Può giocare come punta centrale oppure ala.

## Carriera
Inizia la sua carriera nella stagione 2007-2008 quando viene ingaggiato dal Genoa, in seguito viene mandato in prestito prima al Queens Park Rangers ottenendo 17 presenze e 1 gol, poi nel gennaio 2009 alla Salernitana in Serie B dove gioca 8 partite e totalizza un solo gol. Nella stagione successiva si ritrova al Novara in Lega Pro Prima Divisione, sempre con la formula del prestito, dove vincerà il campionato e la supercoppa di lega e quindi promosso in serie B. Nella stagione 2010-2011 è di nuovo in prestito al Crotone, ottenendo 10 presenze. Nel 2011-2012 è di proprietà del Walsall ed, a fine anno, viene ceduto al Middlesbrough in Championship.

## Statistiche

### Presenze e reti nei club
Statistiche aggiornate al 13 novembre 2017.
| Stagione             | Squadra              | Campionato           | Campionato | Campionato | Coppe nazionali | Coppe nazionali | Coppe nazionali | Coppe continentali | Coppe continentali | Coppe continentali | Altre coppe | Altre coppe | Altre coppe | Totale | Totale |
| Stagione             | Squadra              | Comp                 | Pres       | Reti       | Comp            | Pres            | Reti            | Comp               | Pres               | Reti               | Comp        | Pres        | Reti        | Pres   | Reti   |
| -------------------- | -------------------- | -------------------- | ---------- | ---------- | --------------- | --------------- | --------------- | ------------------ | ------------------ | ------------------ | ----------- | ----------- | ----------- | ------ | ------ |
| 2007-2008            | Genoa                | A                    | -          | -          | CI              | -               | -               | -                  | -                  | -                  | -           | -           | -           | 0      | 0      |
| ago.-dic. 2008       | QPR                  | FLC                  | 17         | 1          | FACup+CdL       | 2+4             | 0+3             | -                  | -                  | -                  | -           | -           | -           | 23     | 4      |
| feb.-giu. 2009       | Salernitana          | B                    | 8          | 1          | -               | -               | -               | -                  | -                  | -                  | -           | -           | -           | 8      | 1      |
| 2009-2010            | Novara               | 1D                   | 8          | 1          | CI+CI-LP        | 3+1             | 1+0             | -                  | -                  | -                  | -           | -           | -           | 12     | 2      |
| 2010-gen. 2011       | Crotone              | B                    | 10         | 0          | CI              | 2               | 0               | -                  | -                  | -                  | -           | -           | -           | 12     | 0      |
| feb.-giu. 2011       | Walsall              | FL1                  | 10         | 1          | -               | -               | -               | -                  | -                  | -                  | -           | -           | -           | 10     | 1      |
| 2011-mar. 2012       | Defensa y Justicia   | BN                   | 3          | 0          | -               | -               | -               | -                  | -                  | -                  | -           | -           | -           | 3      | 0      |
| mar.-lug. 2012       | Walsall              | FL1                  | 10         | 4          | -               | -               | -               | -                  | -                  | -                  | -           | -           | -           | 10     | 4      |
| Totale Walsall       | Totale Walsall       | Totale Walsall       | 20         | 5          |                 | -               | -               |                    | -                  | -                  |             | -           | -           | 20     | 5      |
| 2012-2013            | Middlesbrough        | FLC                  | 28         | 2          | FACup+CdL       | 1+4             | 0+1             | -                  | -                  | -                  | -           | -           | -           | 33     | 3      |
| 2013-2014            | Middlesbrough        | FLC                  | 27         | 6          | FACup+CdL       | 1+1             | 0               | -                  | -                  | -                  | -           | -           | -           | 29     | 6      |
| 2014-2015            | Middlesbrough        | FLC                  | 1          | 0          | FACup+CdL       | 0+1             | 0               | -                  | -                  | -                  | -           | -           | -           | 2      | 0      |
| Totale Middlesbrough | Totale Middlesbrough | Totale Middlesbrough | 56         | 8          |                 | 8               | 1               |                    | -                  | -                  |             | -           | -           | 64     | 9      |
| nov. 2014-gen. 2015  | Rotherham Utd        | FLC                  | 7          | 1          | -               | -               | -               | -                  | -                  | -                  | -           | -           | -           | 7      | 1      |
| feb.-mar. 2015       | Brighton & Hove      | FLC                  | 4          | 0          | -               | -               | -               | -                  | -                  | -                  | -           | -           | -           | 4      | 0      |
| 2015-2016            | Rotherham Utd        | FLC                  | 5          | 0          | FACup+CdL       | 1+2             | 0               | -                  | -                  | -                  | -           | -           | -           | 8      | 0      |
| Totale Rotherham Utd | Totale Rotherham Utd | Totale Rotherham Utd | 12         | 1          |                 | 3               | 0               |                    | -                  | -                  |             | -           | -           | 15     | 1      |
| ago. 2016            | Brentford            | FLC                  | 1          | 0          | FACup+CdL       | 0+1             | 0               | -                  | -                  | -                  | -           | -           | -           | 2      | 0      |
| 2016-dic. 2016       | Panetolikos          | SL                   | 9          | 0          | CG              | 2               | 0               | -                  | -                  | -                  | -           | -           | -           | 11     | 0      |
| 2017                 | N.Y. Cosmos          | NASL                 | 19+2       | 10+0       | USOC            | 0               | 0               | -                  | -                  | -                  | -           | -           | -           | 21     | 10     |
| 2018                 | FC Cincinnati        | USL                  | 31+2       | 16+0       | USOC            | 0               | 0               | -                  | -                  | -                  | -           | -           | -           | 33     | 16     |
| 2019                 | FC Cincinnati        | MLS                  | 26         | 6          | USOC            | 2               | 0               | -                  | -                  | -                  | -           | -           | -           | 28     | 6      |
| Totale FC Cincinnati | Totale FC Cincinnati | Totale FC Cincinnati | 59         | 22         |                 | 2               | 0               |                    | -                  | -                  |             | -           | -           | 61     | 22     |
| 2020                 | SJK                  | VL                   | 2          | 0          | -               | -               | -               | -                  | -                  | -                  | -           | -           | -           | 2      | 0      |
| Totale carriera      | Totale carriera      | Totale carriera      | 163        | 26         |                 | 26              | 5               |                    | -                  | -                  |             | -           | -           | 192    | 31     |

## Palmarès

### Club

#### Competizioni giovanili
- Torneo di Viareggio: 1

Genoa: 2007

#### Competizioni nazionali
- Lega Pro Prima Divisione: 1

Novara: 2009-2010 (Girone A)
- Supercoppa di Lega di Prima Divisione: 1

Novara: 2010